# モハメド・ラウラウア
モハメド・ラウラウア（Mohamed Raouraoua、 1946年 - ）はアルジェリアサッカー連盟の現会長であり、北アフリカサッカー連合の2代目会長(2008年 - )・アラブサッカー連盟の副会長でもある。またFIFAの実行委員会の委員も務めている。アルジェ出身。
モハメド・ラウラウアは最初に、2001年から2005年までアルジェリアサッカー連盟の会長を務めた。2009年にも会長選挙に立候補し、満場一致で会長に再選出された。
2011年2月23日にラウラウアは、FIFAの実行委員会委員に選出された。ラウラウアは、Jacques Anouma(コートジボワール)が占める2つのポストのうち1つを取得した。このポストは、2018年W杯と2022年W杯の開催地選挙において賄賂を受け取った事により、FIFAから免職処分を受けたエイモス・アダム(ニジェール)が務めていた。